# Belltrees Peel

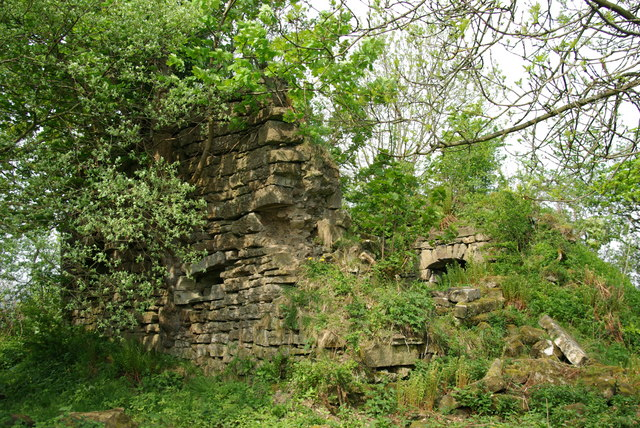
Torre medieval de Belltrees Peel.

Belltrees Peel é um castelo/torre medieval situada numa península em Castle Semple Loch em Renfrewshire, Escócia, a qual já foi uma ilha.
A torre foi construída entre 1547 e 1572 como uma torre baixa e incomum, com uma planta hexagonal irregular. Os restos da casa da torre estão protegidos como um monumento marcado.
Foi ocupada por Sir James Semple de Belltrees. Ele foi educado com James VI, actuou como embaixador na França em 1601.